# Арне Тиселиус
Арне Тиселиус (на шведски: Arne Wilhelm Kaurin Tiselius) е шведски биохимик, лауреат на Нобелова награда за химия от 1948 г. за приноса му по анализирането чрез електрофореза и адсорбция и особено за откритията му относно сложната природа на серумните протеини.

## Биография
Тиселиус е роден в Стокхолм в семейството на застраховател. След като баща му умира, семейството се премества в Гьотеборг, където малкият Тиселиус ходи на училище. След като завършва местната гимназия през 1921 г., той започва да учи в университета в Упсала, специализирайки химия.
Впоследствие Тиселиус става асистент в лабораторията на Теодор Сведберг през 1925 г. и получава докторска степен през 1930 г., след като защитава дисертация на тема електрофореза на протеините. До 1935 г. публикува редица трудове върху дифузията и адсорбцията на естествени зеолити, като тези изследвания продължава и по време на едногодишното му посещение в лабораторията на Хю Стот Тейлър в Принстънския университет със спонсорството на Рокфелеровата фондация. Когато се връща в Упсала той продължава да се интересува от протеините и приложението на физичните методи за биохимични проблеми. Това води до подобряване на метода на електрофоретичния анализ, който в последващите години доизчиства.
Тиселиус участва активно в реорганизацията на научната дейност в Швеция в годините след Втората световна война. През 1949 г. е избран за член-кореспондент на Националната академия на науките на САЩ, а през 1957 г. е избран за чуждестранен член на Британското кралско научно дружество. Служи като ръководител на Международния съюз за чиста и приложна химия в периода 1951 – 1955 г. По-късно е избран за председател на Управителния съвет на Нобеловата фондация в периода 1960 – 1964 г.
Женен е за Ингрид Маргарета Тиселиус от 1930 г., от която има две деца. Арне Тиселиус умира от инфаркт през 1971 г. Жена му умира през 1986 г.